# Красноставське Свято-Троїцьке братство
Красноставське Свято-Троїцьке братство — національно-релігійна громадська організація православних руських (українських) шляхтичів та міщан Красного Ставу з кінця XVI до початку XVIII ст.

## Історія
Утворилося навколо церкви Святої Трійці для сприяння збереження прав православних у місті, який на той час нараховувалося більше 1/3. У 1588 році православні заснували саме братство, яке 20 вересня 1589 році затвердив константинопольський патріарх Єремія II.
Статут красноставського братства був цілковито запозичене зі статуту Львівського Успенського братства. При цьому фундаційні документи братства не містить розширених формулярів статуту. У надавчій грамоті будь-які статутні положення відсутні, але чітко сказано про те, що місцеві міщани показали йому грамоту антіохійського патріарха Йоакима для львівського братства, зажадавши аналогічних прерогатив. Пославшись на відповідність львівського статуту апостольським правилам, Єремія II благословив місцеве братство.
1594 року братчики були учасники Берестейського православного собору. Про подальшу діяльність братства відомо замало. Відомо, що з самого початку існувала братська школа, яка була зафундовано за аналогом львівської братської школи.
Становище братства залишалося складним, особливо після укладання Берестейської релігійної унії 1596 року. Лише після прийняття 1633 року відповідних наказів королем Владиславом IV, яким була узаконена церковна православна єпархія в Речі Посполитої, відбувається піднесення Красноставського братства. Втім одну за одну з церков міста православним тривалий час довелося боротися з уніатами. Значну підтримку братство отримало від єпископів Паїсія Гіполитовича, Симеона Гулевича-Воютинського, Афанасія Пузини, а також митрополита Петра Могили.
Втім це тривало недовго: ймовірно в часи визвольної війни під проводом Богдана Хмельницького католики та уніати зробили усе можливо для знищення братства, особливо її школи. Ймовірно до кінця XVII або на початку XVIII ст. братство припинило своє існування.